# ABU Song Festival
L'Asia Broadcasting Union Song Festival (spesso abbreviato in ABU Song Festival) è una manifestazione musicale nata nel 2012 organizzata dall'Asia-Pacific Broadcasting Union e ispirata all'Eurovision Song Contest. È suddiviso in due competizioni distinte: L'ABU TV Song Festival e l'ABU Radio Song Festival

## ABU Radio Song Festival
L'ABU Radio Song Festival è una competizione per musicisti che non hanno nessun contratto. Ogni partecipante è scelto da una emittente radiofonica nazionale, la giuria è rappresentata da membri dell'ABU e scelgono 15 finalisti su 26 rappresentanti. Inoltre la giuria premia il miglior artista alla competizione del Radio Festival.
| Anno | Data             | Città Ospitante  | Luogo                           | Partecipanti     |
| ---- | ---------------- | ---------------- | ------------------------------- | ---------------- |
| 2012 | 11 ottobre 2012  | Seul             | KBS Hall                        | 13               |
| 2014 | 23 maggio 2014   | Colombo          | Stein Studios                   | 12               |
| 2015 | 29 maggio 2015   | Yangon           | National Theatre of Yangon      | 10               |
| 2016 | 26 aprile 2016   | Pechino          | China National Radio Auditorium | 14               |
| 2017 | Nessuna edizione | Nessuna edizione | Nessuna edizione                | Nessuna edizione |
| 2018 | 11 luglio 2018   | Astana           | Kazmedia Center                 | 10               |

## ABU TV Song Festival
L'ABU TV Song Festival è uno show non competitivo per musicisti professionisti, ben conosciuti nel loro paese d'origine. Ogni musicista è selezionato da un'emittente nazionale membro dell'ABU. Ogni partecipante farà la propria performance all'assemblea nazionale dell'ABU.
| Anno | Data             | Città Ospitante | Luogo                           | Partecipanti |
| ---- | ---------------- | --------------- | ------------------------------- | ------------ |
| 2012 | 14 ottobre 2012  | Seul            | KBS Hall                        | 11           |
| 2013 | 26 ottobre 2013  | Hanoi           | Hanoi Opera House               | 15           |
| 2014 | 25 ottobre 2014  | Macao           | Sands Theatre                   | 12           |
| 2015 | 28 ottobre 2015  | Istanbul        | Istanbul Congress Center        | 12           |
| 2016 | 22 ottobre 2016  | Bali            | Bali Nusa Dua Convention Centre | 12           |
| 2017 | 1 novembre 2017  | Chengdu         | S1 SRT Studio                   | 14           |
| 2018 | 2 ottobre 2018   | Aşgabat         | Stadio Olimpico di Aşgabat      | 18           |
| 2019 | 19 novembre 2019 | Shibuya         | NHK Hall                        | 11           |
| 2020 | 14 dicembre 2020 | Online          | Online                          | 14           |
| 2021 | 18 novembre      | Kuala Lumpur    | -                               | 10           |
| 2022 | 27 Novembre      | Nuova Delhi     | Siri Fort Auditorium            | 9            |
| 2023 | 8 novembre 2023  | Seul            | KBS Hall                        | 11           |